# Рубцы (Донецкая область)
Рубцы́ (укр. Рубці) — село в Краматорском районе Донецкой области Украины, центр Рубцевского сельского совета. 

## Население
Население по переписи 2001 года составляло 1436 человек. В 2023 году проживало 387 человек. 

## История
В XIX веке село Рубцово было в составе Шандриголовской волости Изюмского уезда Харьковской губернии.
С 22 апреля по 10 сентябрь 2022 село находилось под оккупацией ВС РФ в ходе вторжения России на Украину. 11 сентября 2022, в ходе битвы за Лиман, ВСУ освободили Рубцы.